# عثمان باشا
علي عثمان باشا (ميلاد 1858، اسطنبول، الدولة العثمانية - وفاة 16 سبتمبر/أيلول 1890، كوشيموتو، اليابان) جندي تركي. قائد فرقاطة أرطغرل.
وهو حفيد باترونا عثمان باشا قائد الأسطول العثماني الذي وقع أسيرا بيد الروس في نهاية معركة سينوب خلال حرب القرم. والده العميد (ميرالاي) أحمد بك.

## الحياة العسكرية
في عام 1870، في الثانية عشرة من عمره، دخل مدرسة الفنون البحرية. ثم انتقل إلى القسم الحربي عام 1874، وفي عام 1877 تخرج في المرتبة الثانية على طلاب فصله برتبة ملازم ثاني وعُيّن في سفينة «رسمو».
رُقّيَ إلى رتبة يوز باشي (نقيب) سنة 1879 وذهب إلى البصرة مع والده العميد (ميرالاي) أحمد بك. عُيّن عام 1880 كقائد مدفعية للفرقاطة المدرعة عثمانية، وفي 31 يوليو/تموز 1822 عُيّن كمدرس في الفرقاطة التدريبية هودافينديغار (Hüdavendigar). في 10 سبتمبر/أيول 1883، تمت ترقيته إلى سول كولاغالك وأُرسل إلى الملحق البحري في باريس. بعد باريس، في 1 مارس/آذار 1884، تم تعيينه في قنصلية نيكولاييف وترقيته إلى صاغ كولاغالك (نقيب أول). وفي 3 أغسطس/آب عام 1884 ترقّى إلى رتبة بين باشي (مقدّم). تزوج من ابنة وزير البحرية حسن حوسنو باشا.
في 23 يناير/كانون الثاني 1887 عُيّن برتبة قائم مقام كأحد مساعدي السلطان. 27 سبتمبر/أيلول 1887 تمت ترقيته إلى رتبة ميرلاي (عميد).

### قيادة فرقاطة أرطغرل
في 6 مارس/آذار 1889، تم تعيينه قائدًا لفرقاطة أرطغرل التي خصّصت لإيصال وسام الامتياز إلى الإمبراطور الياباني. غادرت السفينة إسطنبول في 14 يوليو/تموز 1889 ووصلت سنغافورة بعد رحلة طويلة. وأثناء انتظار صيانة السفينة والرياح المناسبة للرحلة، تمت ترقيته إلى رتبة ميرليوا (أمير لواء) بموجب وصية مؤرخة بتاريخ 25 نوفمبر/تشرين الثاني 1889 وأصبح من الباشاوات.
أثناء رحلة العودة من اليابان والتي بدأت في 15 سبتمبر/أيلول عام 1890 تعرضت الفرقاطة أرطغرل في اليوم التالي لعاصفة شديدة، وبعد محاولات ميئوسة للنجاة تحطمت الفرقاطة في حوالي الساعة 21:00 نتيجة لارتطامها بالصخور الموجودة بالقرب من منارة كاشينوزاكي في جزيرة أوشيما التابعة لبلدة كوشيموتو في شبه جزيرة كي ما أودت بغرق علي عثمان باشا ومعظم طاقم الفرقاطة. بعد أيام من العاصفة عُثر على 150 شهيدا لم يكن علي عثمان باشا من بينهم، ولم يُعثر على جثته في عمليات البحث التي تلت أبدا.

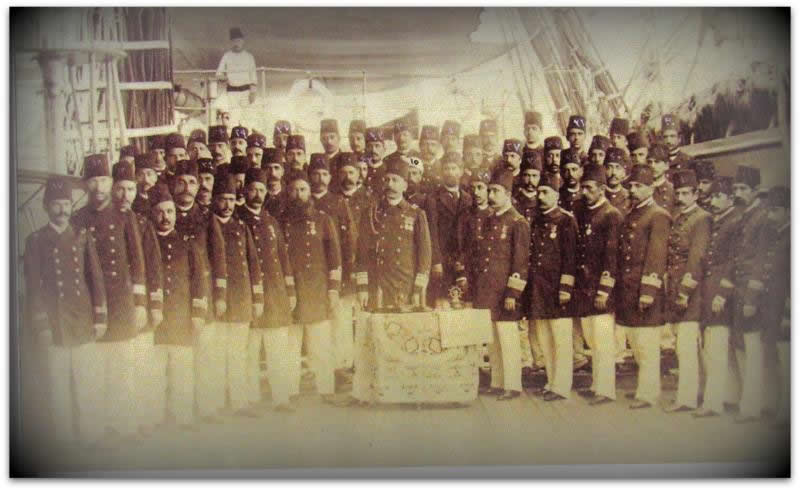
طاقم فرقاطة أرطغرل - عثمان باشا في المنتصف.